# Pulvinaria aestivalis
Pulvinaria aestivalis är en insektsart som beskrevs av Danzig 1967. Pulvinaria aestivalis ingår i släktet Pulvinaria och familjen skålsköldlöss. Inga underarter finns listade i Catalogue of Life.